# القعقاع (الصومعة)

تعديل مصدري - تعديل

القعقاع هي إحدى قرى عزلة ال اليحوي بمديرية الصومعة التابعة لمحافظة البيضاء، بلغ تعداد سكانها 785 نسمة حسب تعداد اليمن لعام 2004.